# Harris Graphics
Harris Graphics war ein US-amerikanischer Druckmaschinenhersteller mit Sitz in Dover (New Hampshire), der 1983 aus der Harris-Gruppe ausgegliedert wurde und 1988 von Heidelberger Druckmaschinen übernommen wurde. Das Unternehmen war ein bedeutender Anbieter von Rollenoffset-Maschinen.

## Geschichte
Harris Graphics entstand 1983 als Ausgründung der Harris Corporation (siehe dort für die ältere Unternehmensgeschichte). Die Harris Corporation, deren Ursprünge in der Druckmaschinenherstellung lagen und die zu den Pionieren des Offsetdrucks zählt, hatte ab den 1950er Jahren vermehrt Unternehmen aus dem Bereich der elektronischen Kommunikation aufgekauft. Hierdurch verlagerte sich auch das Kerngeschäft zunehmend in den Elektronik-Bereich. Als der Druckmaschinenbau nur noch rund ein Viertel des Umsatzes ausmachte, wurde diese Sparte im April 1983 an Clayton & Dubilier veräußert.
Die somit entstehende Harris Graphics Corporation wurde 1986 durch AM International übernommen. Im Jahr 1988 wurde das Unternehmen von der Heidelberger Druckmaschinen AG für 300 Millionen US-Dollar aufgekauft und in den Konzern integriert. Zum Zeitpunkt der Übernahme durch Heidelberg unterhielt Harris Graphics Standorte in Dover, Fort Worth, Stonington, Montataire und Saltillo. Für Heidelberger Druckmaschinen stellte die Übernahme von Harris den Einstieg in den Rollenoffsetdruck dar. Das Unternehmen wurde zunächst als Heidelberg Harris fortgeführt und später als Geschäftsbereich Heidelberg Web Systems in den Konzern integriert. Der Geschäftsbereich Web Systems wurde 1996 durch die Übernahme der Unternehmen Contiweb und Sheridan Systems erweitert. Nachdem die Heidelberger Druckmaschinen AG in den frühen 2000er Jahren in eine Krise geraten war, wurde der gesamte Geschäftsbereich 2004 an Goss International verkauft. Im Geschäftsjahr 2003/2004 war der defizitäre Geschäftsbereich Web Systems für einen Umsatz in Höhe von 376 Millionen Euro verantwortlich und beschäftigte rund 2000 Mitarbeiter.